# John Neville (1. markýz z Montagu)
John Neville, 1. markýz z Montagu (asi 1431 – 14. duben 1471), zvaný také kapitán z Kentu, byl vojenský velitel z rodu Yorků ve válce růží, známý zničením lancasterského odporu na severu Anglie v počátečním období vlády Eduarda IV.
Byl mladším synem Richarda Neville, hraběte ze Salisbury a Alice Montagu a bratrem Richarda Neville, hraběte z Warwicku známého také pod přídomkem tvůrce králů.
Bojoval v bitvě u Blore Heath a byl Lancastery zajat. Po vítězství Yorků v bitvě u Northamptonu byl propuštěn ale po druhé bitvě u St Albans byl zajat znovu. Poté, co byl propuštěn, vedl Yorské vojsko na sever země, kde Lancastery porazil nejprve v bitvě u Hedgeley Moor a později v bitvě u Hexhamu.
Odměnou za vyhnání Lancasterů mu byl udělen titul hraběte z Northumberlandu. Tento titul dlouho patřil rodině Percyů, kteří byli v té době v nemilosti. Poté, co byl Jindřich Percy roku 1470 rehabilitován, musel Neville vrátit hrabství i mnoho důležitých úřadů s ním spojených. Tato ztráta mu byla kompenzována udělením titulu markýze z Montagu. Udělení titulu ale nebylo doprovázeno přidělením půdy, která by pokrývala reprezentaci takovéhoto titulu.
Později se spojil proti Eduardovi IV. se svým bratrem Richardem a pomohl mu získat zpět anglický trůn pro Jindřicha VI. Byl jmenován do vysokého úřadu na severu země, ale padl společně s bratrem v bitvě u Barnetu.